# Tetrapterys racemulosa
Tetrapterys racemulosa är en tvåhjärtbladig växtart som beskrevs av Adrien Henri Laurent de Jussieu. Tetrapterys racemulosa ingår i släktet Tetrapterys och familjen Malpighiaceae. Inga underarter finns listade i Catalogue of Life.